# ヴェイリネナイト
ヴェイリネナイト（Väyrynenite、Vayrynenite、ヴェイリネン石、ベイリネナイト、ベイリネン石）は、ピンク色をしたマンガンを含む単斜晶系リン酸塩鉱物である。フィンランドで1939年に発見されたが、1954年に初めて記載された。名称はフィンランドの鉱物学者ヘイッキ・ヴァウリュネンに因む。

## 性質・特徴
モース硬度は5、屈折率1.6 - 1.7、化学組成はMnBe(PO4)(OH,F)。ヘルデル石のカルシウム部分をマンガンに置き換わっている。

## 産出地
アメリカ、ロシア、パキスタン、カザフスタン、アフガニスタン、フィンランド、中国、ポルトガル